# Złoty Gramofon
Złoty Gramofon (ros. Золотой граммофон) – jedna z głównych ceremonialnych nagród muzycznych Rosji. Założona przez Russkoje Radio. Odbywa się corocznie od 1996 roku. 